# Rabindranath Tagore
Rabindranath Tagore (beng. রবীন্দ্রনাথ ঠাকুর, ur. 7 maja 1861 w Kalkucie, zm. 7 sierpnia 1941 tamże) – indyjski poeta, prozaik, filozof, kompozytor, malarz, pedagog, laureat Nagrody Nobla w dziedzinie literatury (1913), pierwszej dla Hindusa, jak również dla Azjaty.

## Życiorys

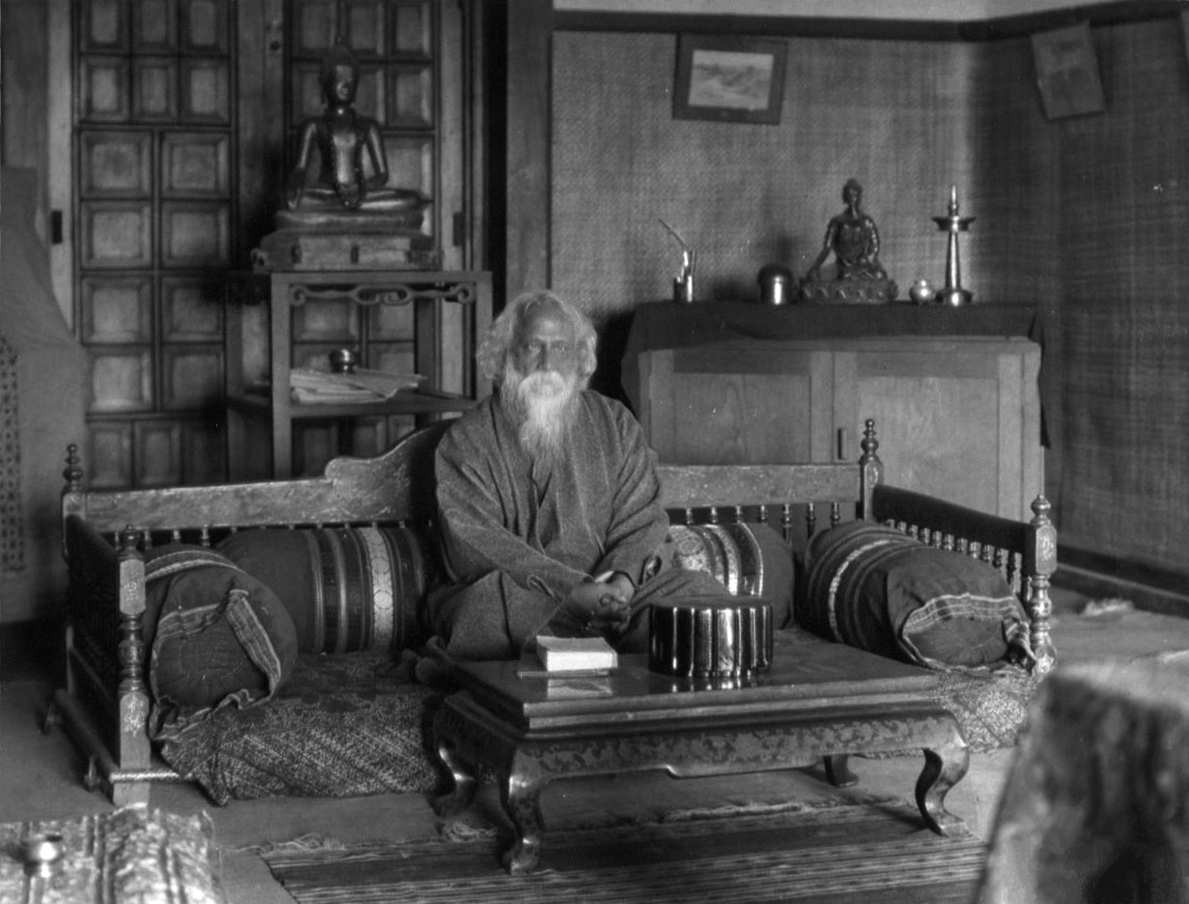
R. Tagore w 1925 r.

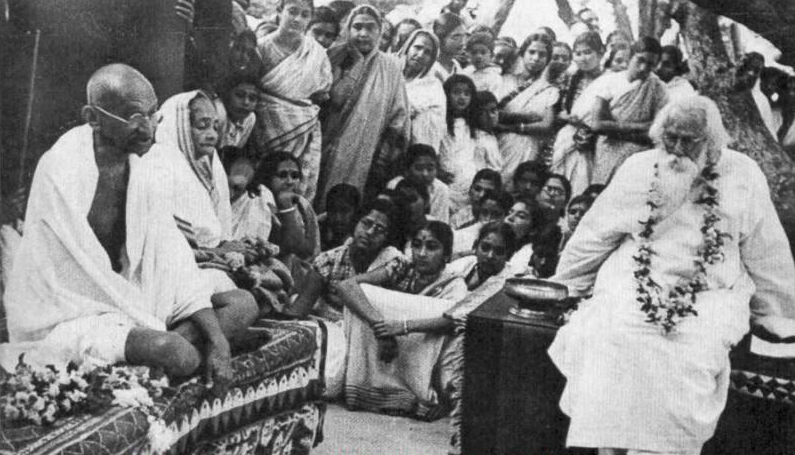
Rabindranath Tagore, Mahatma Gandhi, Kasturba Gandhi w Shantiniketan. 1940 r.

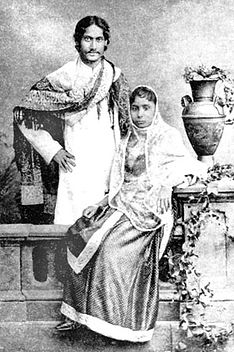
R. Tagore z żoną, Mrinalini Devi, ok. 1883 r.

Urodził się i wychował w zamożnej i poważanej rodzinie. Był najmłodszy z 13. rodzeństwa. W wieku 14 lat porzucił szkołę, a wiedzę zaczął zdobywać w warunkach domowych, wśród prywatnych nauczycieli. W wieku 17 lat odbył podróż do Anglii, a później także często podróżował.

### Rodzina
9 grudnia 1883 poślubił córkę swojego pracownika, 9-letnią wówczas, Mrinalini Devi. Tagore zapewnił jej nauczycieli, warunki do nauki itd. 25 października 1886 roku urodziła się im córka Madhurilata, nazywana Belą. W 1888 parze urodził się syn, Rathindranath. W 1891 roku przyszła na świat kolejna córka, Renuka, a trzy lata później kolejna – Mira. W 1896 urodził się Shamindranath. 15 czerwca 1901 Bela wyszła za mąż, a 9 sierpnia jej siostra, Renuka została żoną Satyendranath Bhattacharya. 23 listopada 1902 roku Mrinalini zmarła, a następnie w krótkim czasie (1903, 1904, 1907) zmarło także troje dzieci.

### Twórczość, filozofia, aktywność pedagogiczna
Zadebiutował w wieku 16 lat opowiadaniem pt. Żebraczka [Bhikharini] opublikowanym w czasopiśmie literackim „Bharati”.
W 1901 założył wraz z innymi nauczycielami eksperymentalną szkołę w Santiniketan (z sanskrytu Przystań Pokoju) (w stanie Bengal Zachodni), dawny „uniwersytet leśny”, w której stosował zarówno indyjskie, jak i europejskie metody wychowawcze. Na założenie tej szkoły żona Tagorego przeznaczyła większość swojej ślubnej biżuterii.
W 1921 roku placówka przekształciła się w uniwersytet (Visva Bharati University).
W 1912 Tagore opublikował Pieśni ofiarne (Gitanjali), nagrodzone rok później Nagrodą Nobla w dziedzinie literatury.
Od 1912 sam tłumaczył swoje utwory na angielski albo zlecał tłumaczenie swoim krewnym. Na polski tłumaczony był m.in. przez Staffa, Kasprowicza, Mirandolę, Birkenmajera, Schayera, Stillera i innych.
Deklarował się jako skrajny pacyfista i przeciwnik przemocy we wszystkich jej formach, nie interesował się polityką jako taką. W roku 1915 otrzymał brytyjskie szlachectwo, odrzucił je jednak cztery lata później, po masakrze w Amritsarze.
Tagore zajmował się problematyką wychowania widzianą poprzez kategorie prawdy i piękna, nie wychowania rozumianego jako system oświatowy. Przez 40 lat w sposób konsekwentny doprowadził do urzeczywistnienia ideału wychowania.
W 1950 jego pieśń Jana Gana Mana została oficjalnym hymnem państwowym Indii. Pieśń Amar Shonar Bangla została hymnem Bangladeszu.
Opublikował ponad 50 tomów poetyckich, ponad 100 opowiadań, 12 powieści, kilkanaście utworów scenicznych, wiele rozpraw, artykułów i studiów. Sam reżyserował swoje sztuki i w nich grał.

## Krytyka zachodniej kultury oświatowej według R. Tagorego
Kategorie, które uniemożliwiają urzeczywistnienie ideału wychowania: 
- brak harmonii między indywidualnością a społeczeństwem (między jednostką a uniwersum)
- brak harmonii między jednostką a naturą
- traktowanie ludzkiej osoby fragmentarycznie
- świat duchowy traktowany jako wydzielona nadbudowa właściwa świadomości elity
- lekceważy i spłyca sens istnienia młodego człowieka, wydziedzicza go z potrzeby bezpośredniego kontaktu z wielorakimi formami świata i z naturalnej skłonności do porozumienia z uniwersaliami
- zdominowana przez gromadzenie wiadomości, gdzie wszystko było odgórnie zaplanowane i zorganizowane oraz nie oczekiwano od nauczyciela wielkiej inwencji twórczej
- ma suchą formę scjentyzmu
- nie stanowi istoty życia
- dyscyplina nie bierze pod uwagę indywidualności dziecka
- praktykowanie zawładnięcia dzieckiem w imię jego „dobra” i pozbawianie go indywidualności, narzucanie dziecku świata dorosłych i ich potrzeb
- nadmierne zaufanie do książek – jako drogi do powierzchownego przyswajania idei, pozbawionego niezależnego myślowego wysiłku i wyższej woli

## Specyfika procesu wychowania według Tagorego
1. Wysuwanie na pierwszy plan percepcji emocjonalno-estetycznej oraz poznanie intuicyjne, przed poznaniem naukowym.
2. Kształtowanie charakteru i życia duchowego oraz, co za tym idzie, osiągnięcie wyzwolenia z bolesności życia, poznawanie siebie, nauka powściągliwości, opanowania pożądliwości wobec dobrobytu i prostego konsumpcyjnego stosunku do niego, poszanowanie w dziecku potrzeby wyrażania się, ekspresji.
3. Odkrywanie harmonii prawdy i piękna, wychowanie przez prawdę i dla prawdy absolutnej. Przezwyciężanie samoograniczenia, samodoskonalenie i nauka pokonywania trudów poznawania prawdy przez stosowanie wyrzeczeń i naturalnej inspiracji radości życiem.
4. Wychowanie powinno wyrastać z naturalnych kulturowych podstaw społeczności i kierować się ku wartościom scalającym kulturę indyjską. Plan etyczny – budowanie moralnego charakteru przez aktywność na rzecz domostwa i współzarządzania szkołą.
5. Krzewienie ideału miłości – nadrzędna wartość moralna, sprzyja głębszemu, bezpośredniemu wglądowi w esencję ludzkiej natury, poprzez miłość człowiek zwielokrotnia samego siebie (oparcie na wzorcach otwartości i prostoty).
6. Przezwyciężanie samoograniczenia, samodoskonalenie i nauka pokonywania trudów poznawania prawdy przez stosowanie wyrzeczeń i naturalnej inspiracji radości życiem.
7. Nauka pokory – chroni przed agresywną interpretacją mniemań o tym co dobre i przed jednostronnym identyfikowaniem twórczego działania z sukcesem.
8. Zacność życia – akcent na treści i formy, które sprzyjałyby rozwijaniu świadomej tożsamości kulturowej i umiejętności twórczego oraz samodzielnego rozwiązywania problemów społecznych.
9. Czerpanie radości z nauczania – jako wyraz doświadczania własnego życia duchowego i zrozumienia, że istnieje harmonia między ich życiem duchowym, prawdą i pięknem a życiem duchowym innych osób.
10. Specyfika środowiska, w jakim powinno się odbywać nauczanie – strefa neutralna, w bliskim kontakcie z naturą, z dala od osad i od niepożądanych zewnętrznych wpływów burzących spokój uczniów.
11. Uwzględnianie różnorodności doświadczeń – wspólnoty i samotności, aktywności i kontemplacji (nauka władania sobą)[3].

## Wybrane dzieła
- Żebraczka [Bhikharini] (1877), opowiadanie
- Opowieść o poecie [Kabi-Kahini] (1878), tom poezji
- Wieczorne pieśni [Sandhya Sangeet] (1881), tom poezji
- Poranne pieśni [Prabhat Sangeet] (1881), tom poezji
- Rozbicie [Visarjan] (1890), dramat
- Złota łódź [Sonar Tari] (1894), tom poezji
- Pamięć [Smriti] (1902), poemat
- Poczta [Dak Ghar] (1911), dramat
- Pieśni ofiarne [Gitanjali] (1910), tom poezji
- Dom i świat [Ghare Baire] (1916), powieść
- Noc ziszczenia, zbiór opowiadań, pol. wydanie 1922, Wydawnictwo Polskie, Lwów-Poznań, wydanie II, tom 2 Biblioteki Laureatów Nobla, tłumaczenie: Franciszek Mirandola
- Wspomnienia. Błyski Bengalu (1911), zbiór wspomnień, pol. wydanie 1923, tom 16 Biblioteki Laureatów Nobla; tłumaczenie: Jerzy Bandrowski
- Głodne kamienie, zbiór opowiadań, pol. wydanie 1961

### Galeria

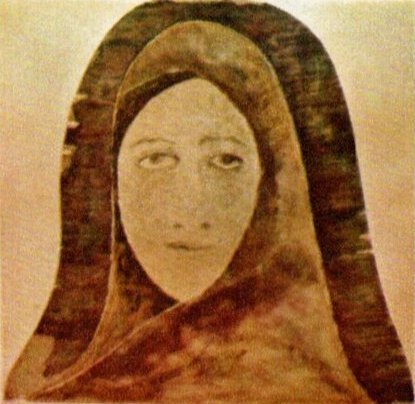
Głowa kobiety
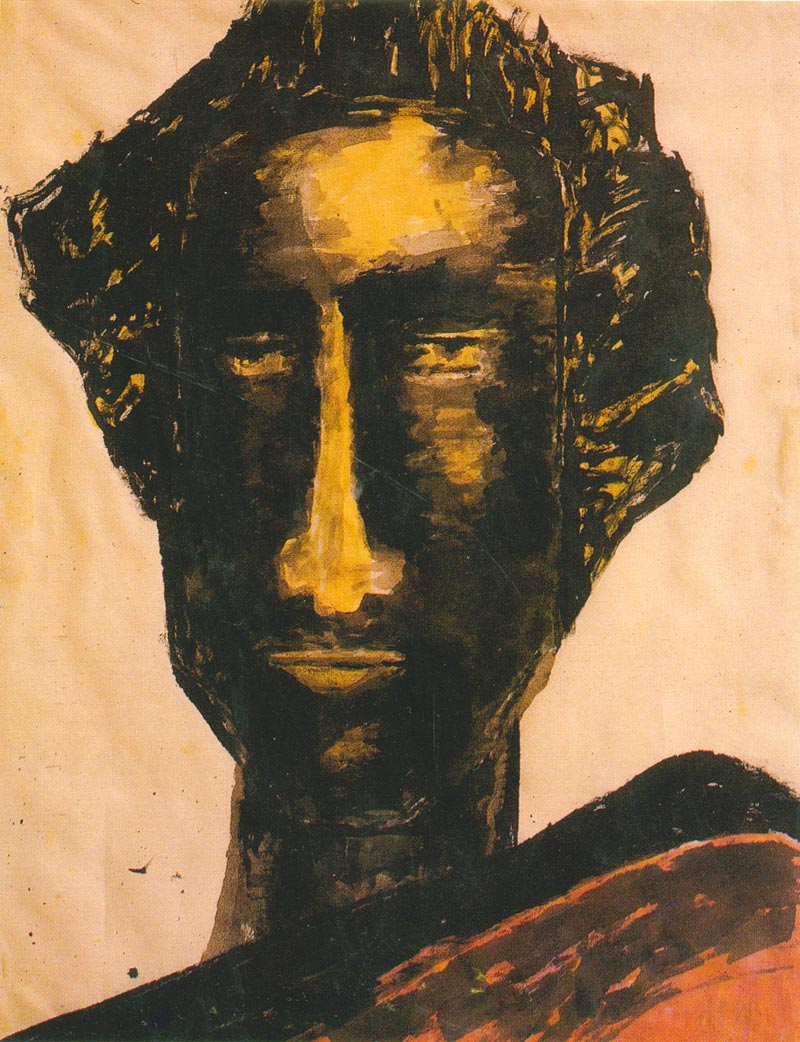
Studium głowy
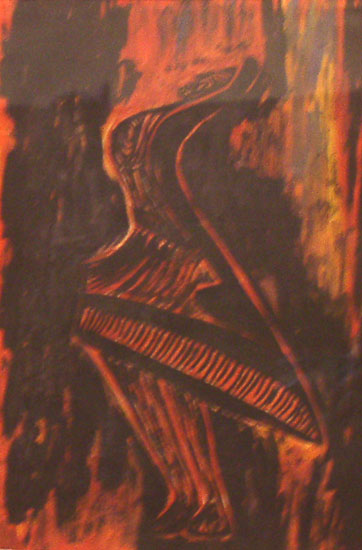
Tańcząca dziewczyna
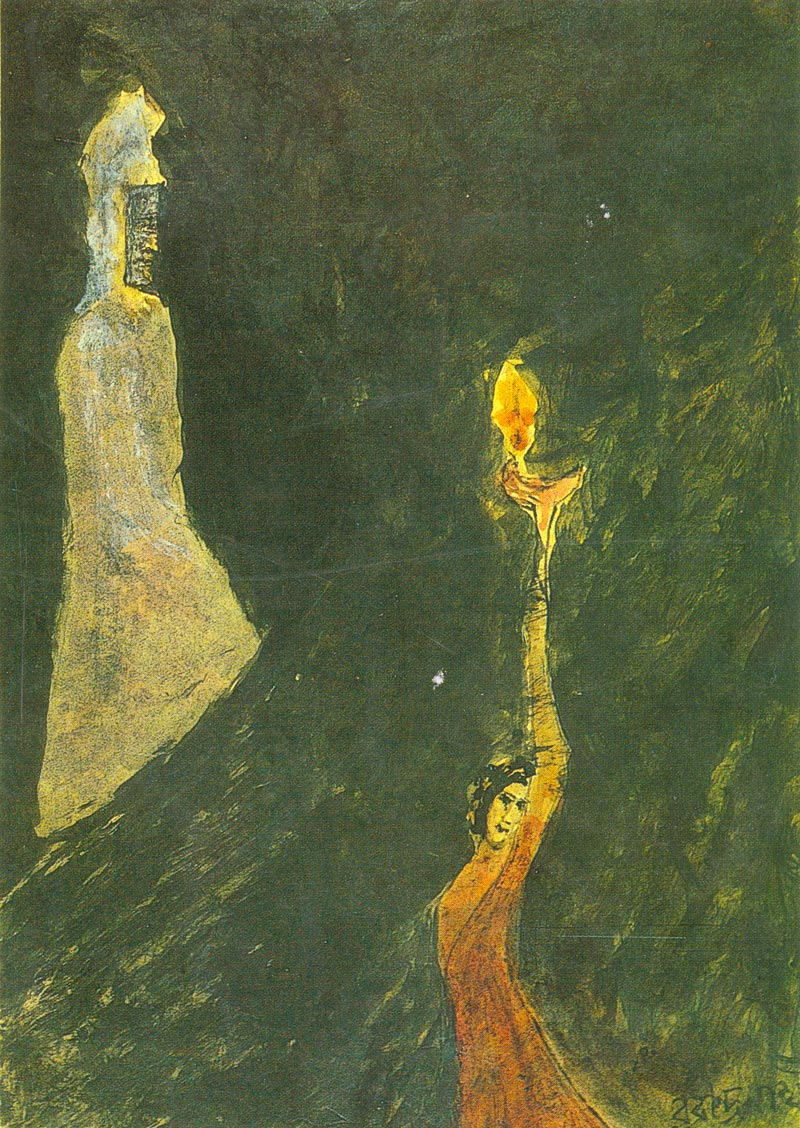
Dwie postaci
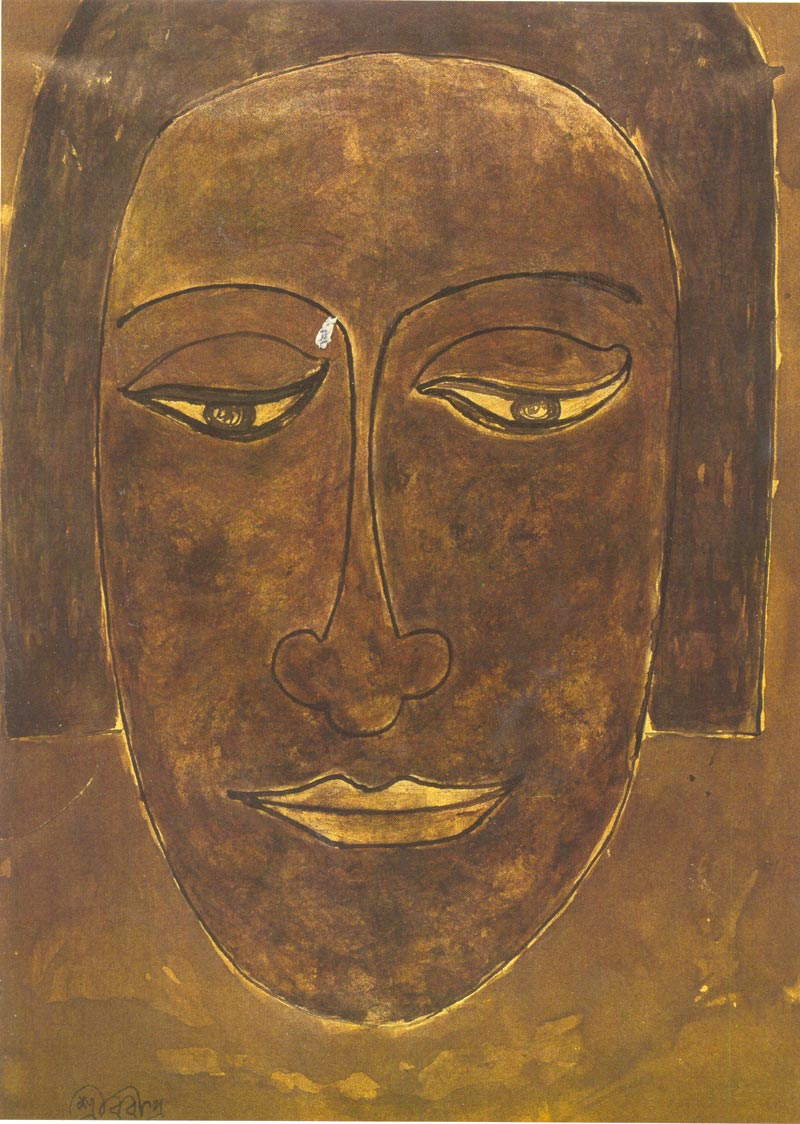
Studium twarzy
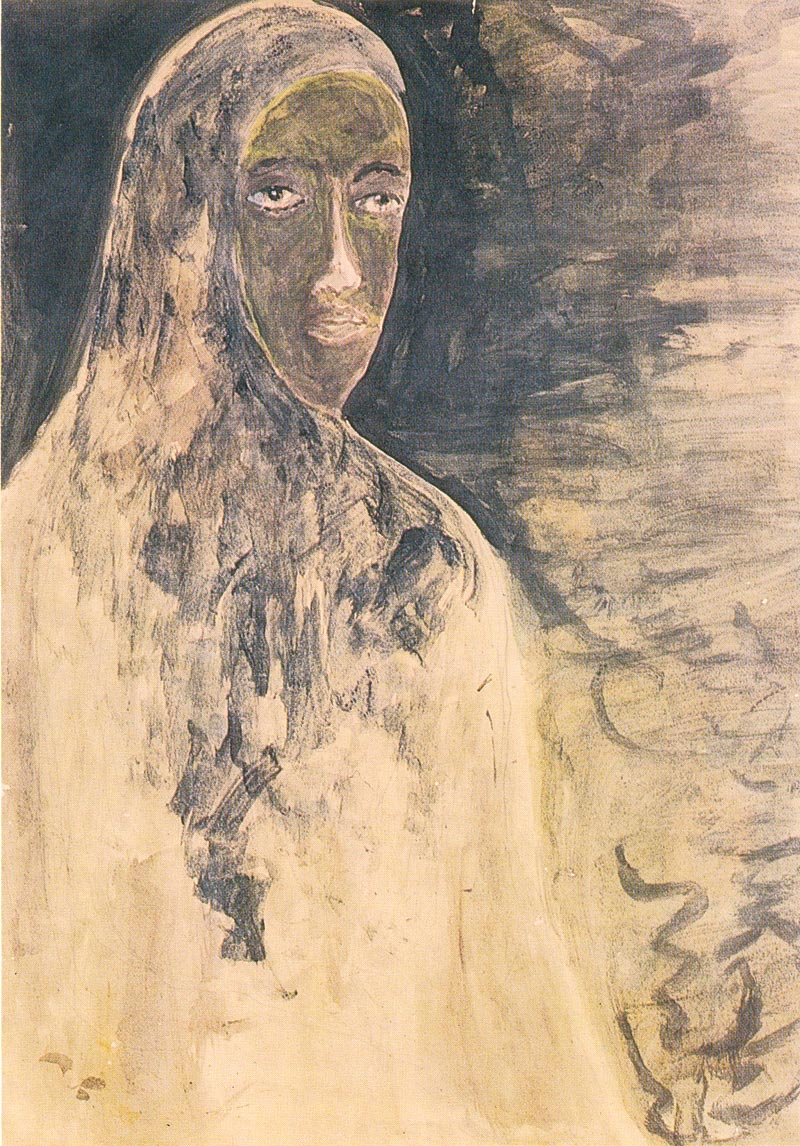
Kobieta w welonie
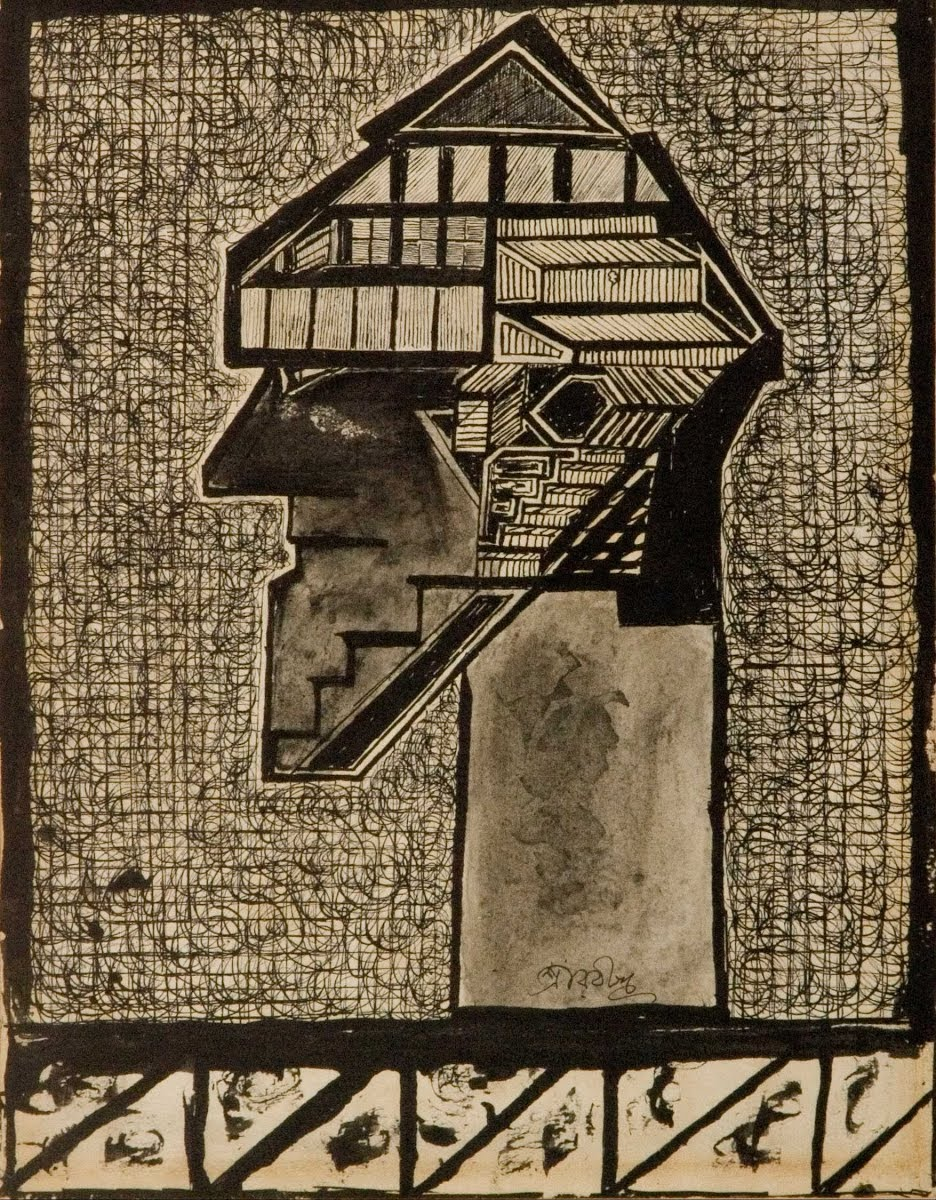
Studium głowy (1928/1929)

## Upamiętnienie
Na cześć indyjskiego poety nadano nazwę gatunkową odkrytemu w Indiach zauropodowi – barapazaurowi.
W Polsce Rabindranath Tagore jest patronem ulicy w Łodzi, która znajduje się niedaleko Parku im. Juliusza Słowackiego i Ronda Lotników Lwowskich. Jest również patronem ulicy na Mokotowie w Warszawie.